# Auriol
 Auriol  es una comuna y población de Francia, en la región de Provenza-Alpes-Costa Azul, departamento de Bocas del Ródano, en el distrito de Marsella y cantón de Roquevaire. Es la mayor población del cantón.
Su población en el censo de 2007 era de 11.699 habitantes. Forma parte de la aglomeración urbana de Marsella-Aix-en-Provence.
Está integrada en la Communauté d’agglomération Garlavan Huveaune - Sainte Baume .
- Datos: Q330442
- Multimedia: Auriol / Q330442

1. ↑  Worldpostalcodes.org, código postal n.º 13390.
2. ↑  INSEE, Datos de población para el año 2012 de Auriol (en francés).